# Damarjati (Sukorejo)
Damarjati is een bestuurslaag in het regentschap Kendal van de provincie Midden-Java, Indonesië. Damarjati telt 1754 inwoners (volkstelling 2010).